# Nemeris speciosa
Nemeris speciosa là một loài bướm đêm trong họ Geometridae.